# 李晓璐
李晓璐（LI Xiaolu，1992年11月7日—），湖南湘潭人，中国女子花样游泳運動員。

## 簡歷
李晓璐的妈妈邓晶玲是一名运动员医生。李晓璐从8岁开始进入湘潭市体校学习游泳，随后被选拔到湖南省队学习花样游泳。
2014年9月，李晓璐與隊友參加韓國仁川舉行的2014年亞洲運動會韻律泳比賽，在集体项目及自由組合項目奪得兩面金牌。
2015年7至8月，李晓璐與隊友出戰俄羅斯喀山舉辦的世界游泳錦標賽韻律泳比賽，先後在集體技術自選、集體自由自選及自由組合項目，奪得三面銀牌。